# Anything Once (film 1917)

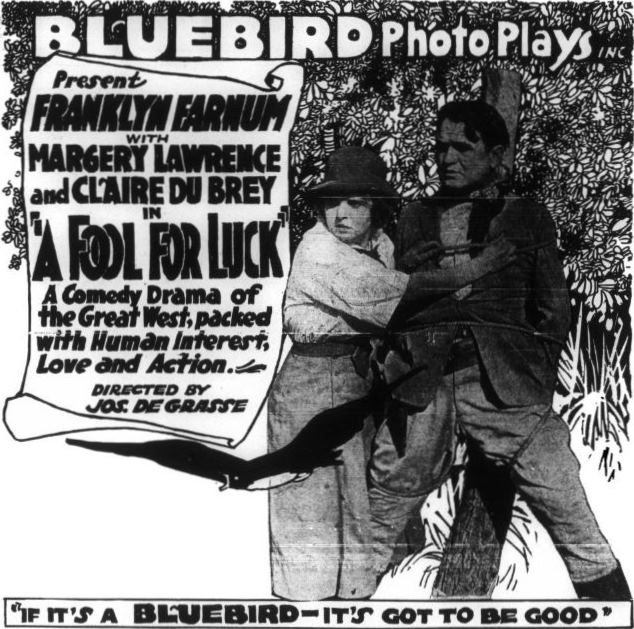

Anything Once è un film muto del 1917 diretto da Joseph De Grasse. Prodotto dalla Bluebird Photoplays, fu sceneggiato da William Parker su un soggetto di Izola Forrester e Mann Page.

## Trama
Quando Coyote Crosby muore durante una disputa sui terreni con Horned Toad Smith, lascia un testamento che nomina come erede suo nipote Theodore. Ma nel testo sono incluse alcune clausole che, se non rispettate, precludono a Theodore la possibilità di ereditare: il giovane dovrà prendere possesso immediato del ranch e sposare entro sei mesi Dorothy Stuart, una sua lontana cugina. Il nipote parte subito da New York, dove abita, alla volta dell'Arizona. Sul suo treno, però, sale anche la señorita Dolores, una donna messicana che, da parte sua, rivendica un diritto sui terreni di Crosby. Arrivano anche la cugina Dorothy con la madre e sir Mortimer Beggs, un pretendente in cerca di fortuna. Ignorando l'identità di Horned Toad Smith, Theodore gli salva la vita e i due uomini diventano amici. Più tardi, però, Dorothy viene rapita da Smith e il cugino (e promesso sposo) corre in suo aiuto. Mentre Theodore viene catturato, Dorothy riesce a scappare. Al ranch, raduna una squadra per salvare Theodore. Ma quando i soccorritori trovano il giovane newyorkese, questi non ha più bisogno del loro aiuto: giocando a poker con Horned Toad, è riuscito a vincergli non soli i vestiti, ma anche il suo ranch. Theodore e Dorothy finalmente possono sposarsi, mentre Horned Toad sposa Dolores e diventa caposquadra di Theodore.

## Produzione
Le riprese del film, prodotto dalla Bluebird Photoplays (Universal Film Manufacturing Company) con il titolo di lavorazione The Maverick, terminarono a metà agosto 1917.

## Distribuzione
Il copyright del film, richiesto dalla Bluebird Photoplays, Inc., fu registrato il 20 settembre 1917 con il numero LP11440.
Distribuito dalla Bluebird Photoplays (Universal Film Manufacturing Company), il film uscì nelle sale statunitensi l'8 ottobre 1917.
Non si conoscono copie ancora esistenti della pellicola che viene considerata presumibilmente perduta.